# Østerlars
Østerlars település Dániában, Bornholm szigetén. Körtemplomáról nevezetes.

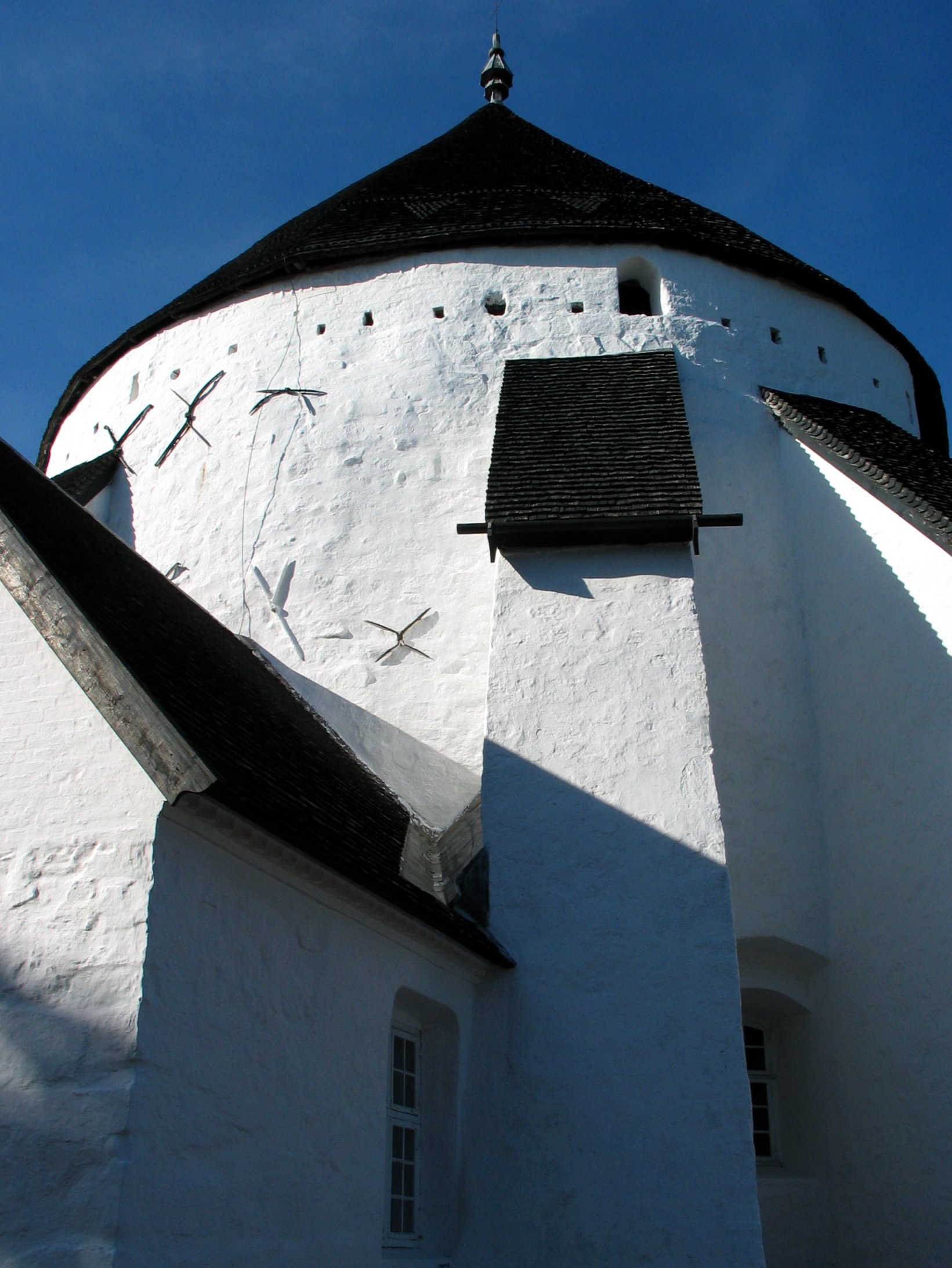
Østerlars körtemploma

## Körtemplomok Dániában
Dániában 7 körtemplom található. Közülük 4 Bornholm szigetén (Østerlars, Nylars, Olsker, Nyker temploma), egy-egy pedig Fynen, Jyllandon és Sjællandon. Talán a legismertebb közülük az Østerlarsi körtemploma .
A dániai szigeteken épült körtemplomok általában nagyobb méretűek a magyarországi körtemplomoknál. Középen oszlop áll és osztja gyűrűs térre a templombelsőt.

## Külső hivatkozások
- A körtemplomokról szóló cikk
- A templomosok szigete: Bornholm - a körtemplomokról Archiválva 2007. május 5-i dátummal a Wayback Machine-ben
- The churches of the Middle Ages[halott link], bornholm.info (angol)